# بانک یاماگاتا
بانک یاماگاتا (انگلیسی: Yamagata Bank) شرکت خدمات مالی و بانکداری ژاپنی است، که در سال ۱۸۹۶ تأسیس شد.